# Кем (притока Великого Узу)
Кем (англ. Cam) — річка на сході Англії, що протікає в межах графства Кембриджшир. Права притока річки Грейт-Уз. Завдовжки близько 69 км. Найбільший населений пункт на Кемі — Кембридж.

## Назва
Колись річка називалася Гранта (англ. Granta), від колишньої назви сучасного Кембриджа — Грантебрюке (давн-англ. Grantebrycge). Після перейменування міста річка також отримала нове ім'я (саме на честь міста, а не навпаки). Одна з двох основних приток Кем і зараз називається Гранта.
В Англії є ще дві менші однойменні річки: в Сомерсеті та Глостерширі.

## Розташування
Кем протікає через Кембрідж, а далі тече на північний схід та впадає в Грейт-Уз південніше міста Ілі. Від найдальшого джерела (біля Дебдена в Ессексі) до місця впадіння в Грейт-Уз завдовжки 69,4 км.

## Притоки
Дві основні притоки Кем — Гранта й Рі, хоча обидва також відомі як Кем. Окрім них є ще дві другорядні притоки: одна також називається Гранта, інша — Борн-Брук.

## Галерея

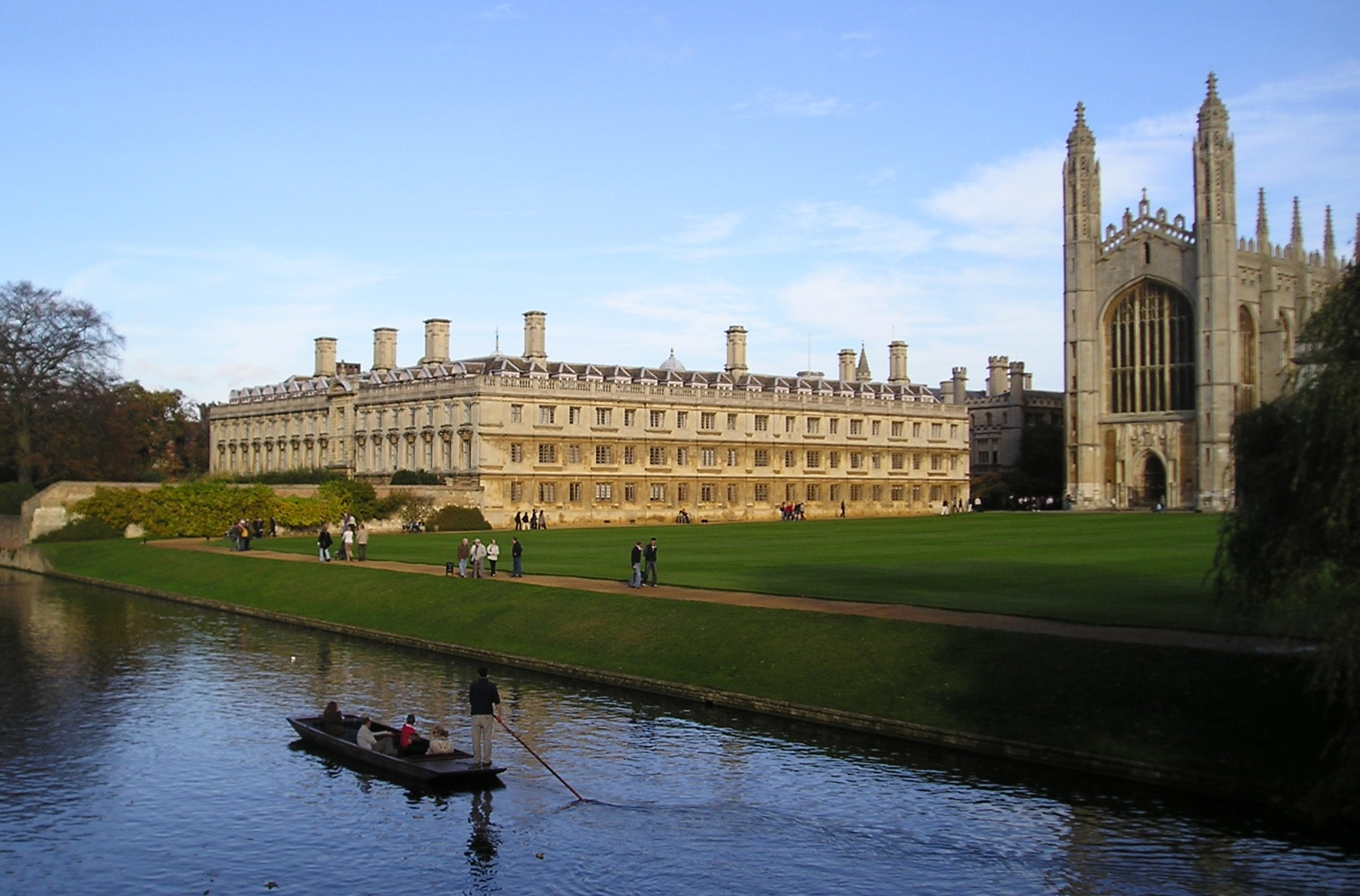
Вид з парку Бекс на коледж Клер та каплицю Королівського коледжу
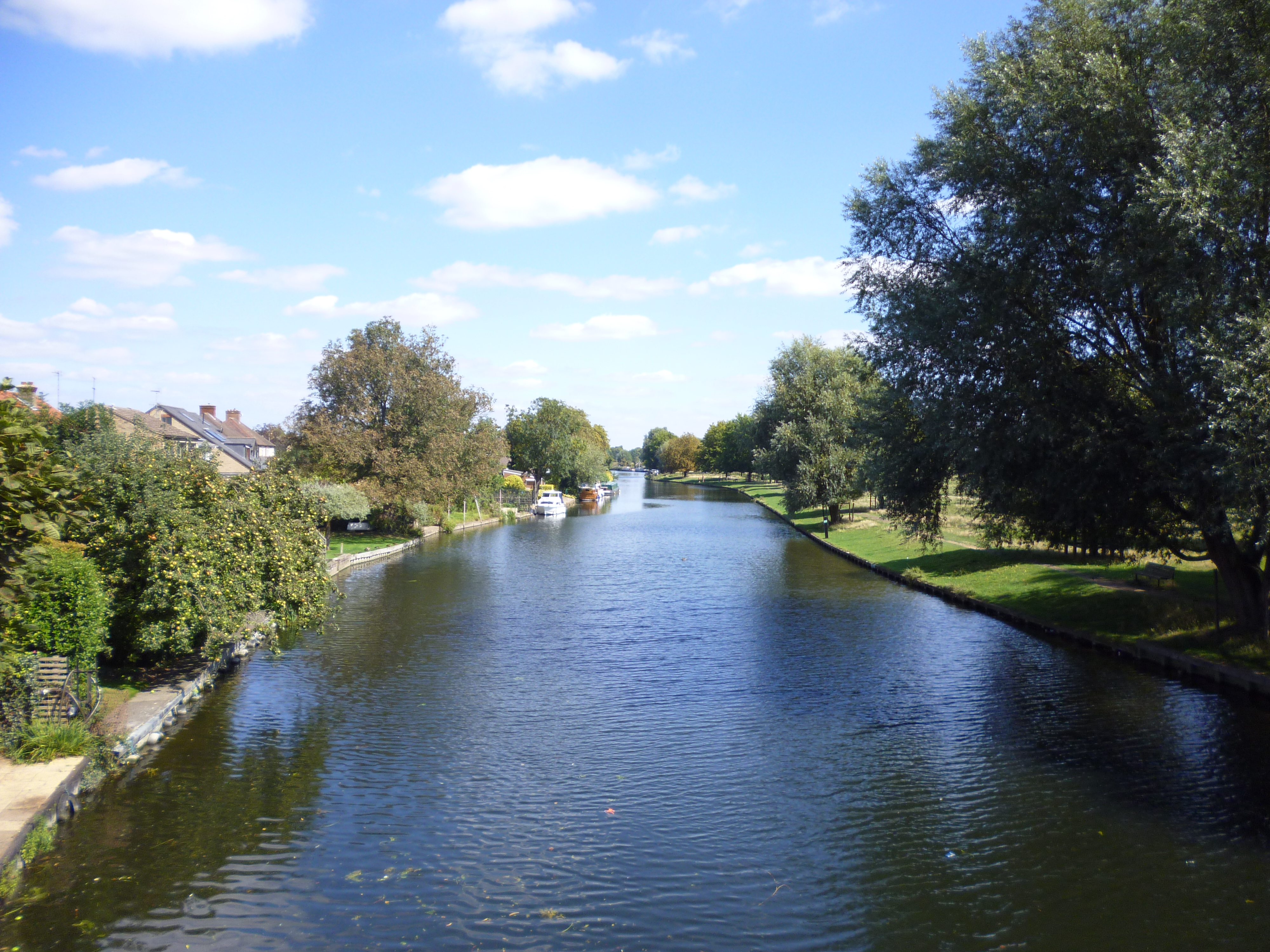
Вид з Моста Зеленого Дракона
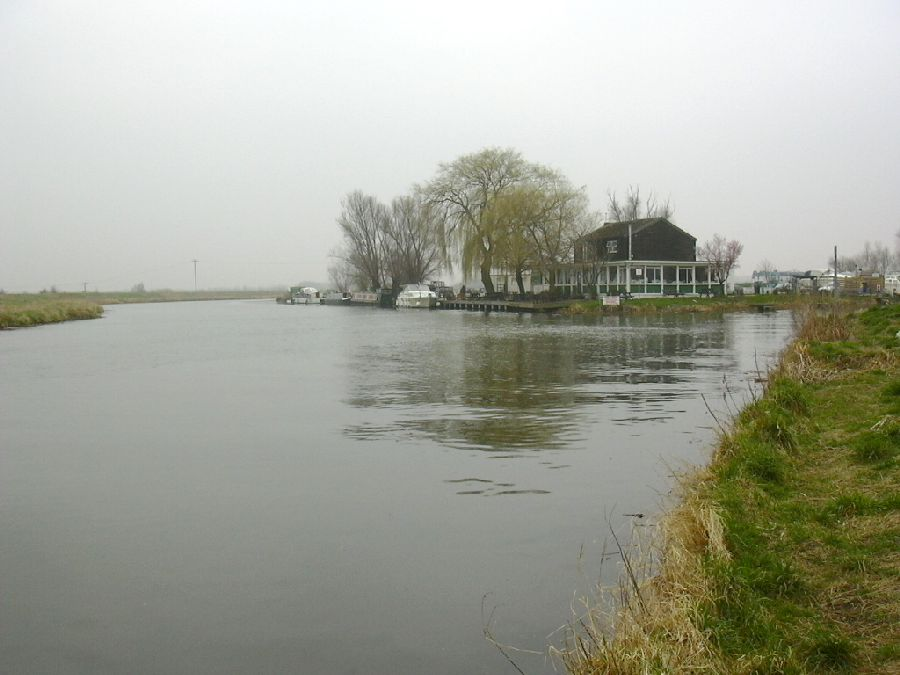
Місце злиття Кем (ліворуч) та Грейт-Уз